# 有界集合

（顶上的）有界集合和（底下的）无界集合的示意图。底下的这个集合一直向右延续。

在数学分析和有关的数学领域中，如果一个集合在某種意义上有有限大小，则称为有界。反过来说，不是有界的集合就叫做无界。

## 定义
如果存在一个实数 {\displaystyle k}，使得对于所有 {\displaystyle S} 中的 {\displaystyle s} 有 {\displaystyle k\geq s}，实数集合 {\displaystyle S} 被稱為“上有界”的，这个数 {\displaystyle k} 被称为 {\displaystyle S} 的上界。可用类似的定义术语“下有界”和下界。
如果集合 {\displaystyle S} 有上界和下界二者，則它是有界的。所以，如果一個实数集合包含在有限区间内，則它是有界的。

## 度量空间
度量空间 {\displaystyle (M,d)} 的子集 {\displaystyle S} 是有界的，如果它包含在有限半径的球内，就是说如果对于所有 {\displaystyle S} 中的 {\displaystyle s}，存在 {\displaystyle M} 中的 {\displaystyle x} 并且 {\displaystyle r>0}，使得 {\displaystyle d(x,s)<r}。{\displaystyle M} 是有界度量空间（或 {\displaystyle d} 是有界度量），如果 {\displaystyle M} 作为自身的子集是有界的。
- 完全有界性蕴涵有界性。对于 {\displaystyle \mathbb {R} ^{n}} 的子集下列二者是等价的。
- 度量空间是紧致的，当且仅当它是完备的并且是完全有界的。
- 欧几里得空间 {\displaystyle \mathbb {R} ^{n}} 的子集是紧致的，当且仅当它是闭集并且是有界的。

## 拓扑向量空间内的有界性
在拓扑向量空间中，存在一個有界集合的不同定义，通常叫做冯·诺伊曼有界性。如果拓扑向量空间的拓扑是由均匀度量所誘導，如度量是由赋范向量空间的范数所誘導的情况，则这两个定义是一致的。

## 序理论中的有界性
一個实数集合是有界的，当且仅当它有上界和下界。这个定义可扩展到任何偏序集合的子集。注意这个更一般的有界性概念不对应于“大小”的概念。
對於偏序集合 {\displaystyle P} 的子集 {\displaystyle S}，如果 {\displaystyle S} 中的所有元素 {\displaystyle s}，都小於 {\displaystyle P} 中的某個元素 {\displaystyle k}，也就是對於所有{\displaystyle s\in S}，{\displaystyle s\leq k}，其中{\displaystyle k\in P} ，則稱S為上有界的(bounded above)，而元素 {\displaystyle k} 稱為 {\displaystyle S} 的上界。同理可定义下有界和下界。（参见上界和下界。）
偏序集合 {\displaystyle P} 的子集 {\displaystyle S} 叫做有界的，如果它有上界和下界二者，或等价的说，它被包含在一个区间内。注意这不是集合 {\displaystyle S} 自己的一个性质，而是集合 {\displaystyle S} 作为 {\displaystyle P} 的子集的性质。
有界偏序集合 {\displaystyle P}（就是说自身就是有界而不是作为子集）是有最小元素和最大元素的偏序集合。注意这个有界性的概念与有限大小无关，有界偏序集合 {\displaystyle P} 的子集 {\displaystyle S} 在 {\displaystyle P} 的次序（的限制）下也不必然是有界偏序集合。
{\displaystyle \mathbb {R} ^{n}} 的子集 {\displaystyle S} 是关于欧几里得距离有界的，当且仅当它在乘积序下作為 {\displaystyle \mathbb {R} ^{n}} 的子集是有界的。但是，{\displaystyle S} 可以是在字典序下有界，而不关于欧几里得距离有界。
序数的类被称为是无界的，或共尾的，在给定任何序数的时候，总是有这个类的某个成员大于它。所以在这种情况下，“无界”不意味着自身是无界的而是作为序数类的子类是无界的。